# Ruteni (Celti)

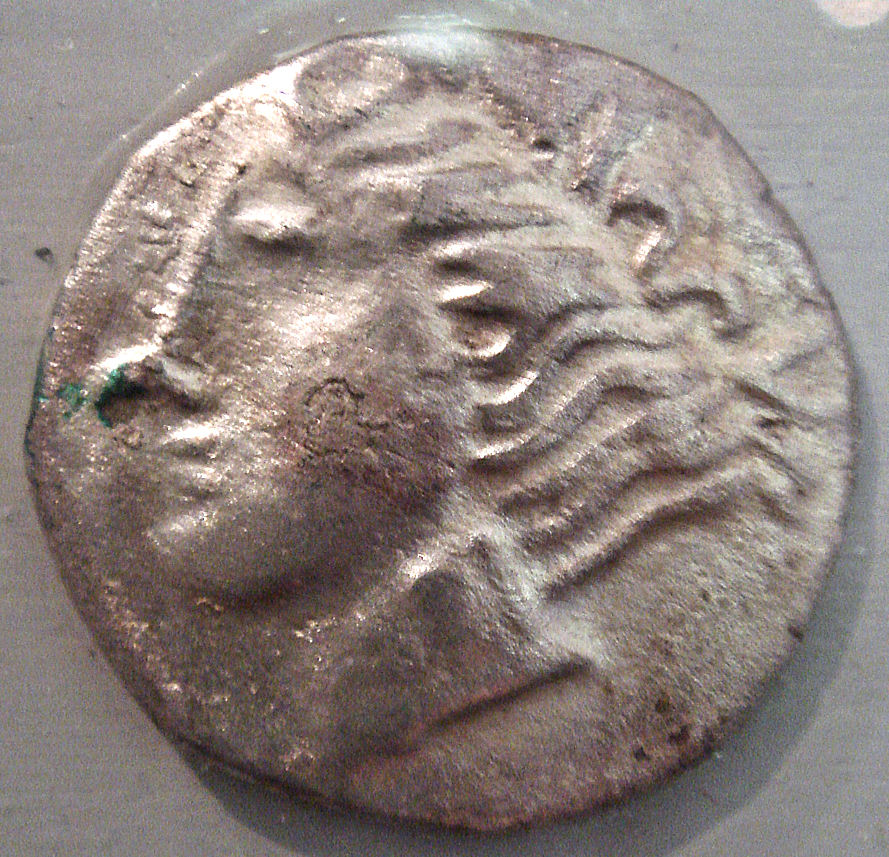
Moneta rutenica, V–I secolo a.C.

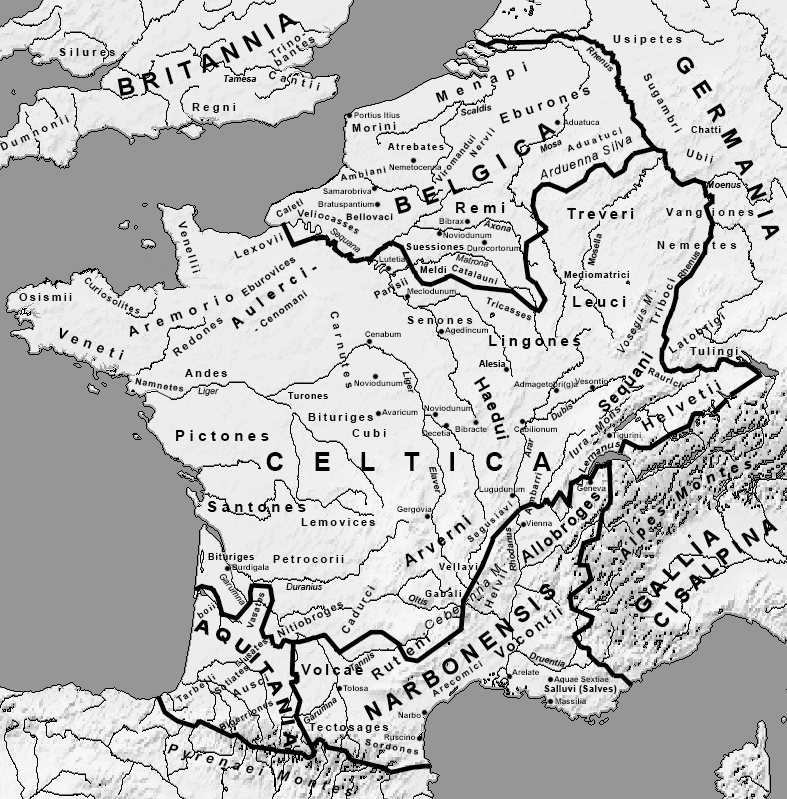
Mappa della Gallia nel I secolo a.C. che mostra le relative posizioni delle tribù celtiche

I Ruteni (gallico: "i biondi") erano una tribù gallica della cultura di La Tène e successivamente del periodo romano, che risiedeva nell'attuale dipartimento dell'Aveyron. Erano noti come produttori di piombo.

## Etnonimo
Sono menzionati come Rutenos da Giulio Cesare (metà I secolo a.C.), come Rhoutēnoì (Ῥουτηνοί) da Strabone (inizio I secolo d.C.), come Ruteni da Plinio il Vecchio (I secolo d.C.), e come Rhoutānoì (Ῥουτανοί) da Tolomeo (II secolo d.C.).

## Geografia
Il territorio dei Ruteni era situato a sud del Massiccio Centrale, tra gli Arverni a nord, i Cadurci a ovest, i Gabali a est e i Volci a sud. Erano tributari degli Arverni e parte del loro territorio fu conquistata dai Romani dopo la sconfitta del re arvenico Bituito nel 121 a.C.
Durante il regno di Augusto, Segodunum (l'odierna Rodez) divenne la città principale della loro civitas.

## Storia
Durante le guerre galliche (58–50 a.C.), mandarono 12.000 uomini alla battaglia di Alesia del 52 a.C.